# Christian Boeving
William Christian Boeving (Dallas, 5 giugno 1969) è un modello e attore statunitense.

## Biografia
È apparso su numerose copertine di riviste, in particolare Muscle and Fitness e sulla copertina di Playgirl nell'ottobre 2000. È stato un soggetto del documentario Bigger, Stronger, Faster in cui ha rivelato di aver assunto steroidi anabolizzanti dall'età di sedici anni.

## Filmografia
- Zombie Massacre (2012)
- Legend of the Red Reaper (2010)
- The Last Resort (2009)
- Beowulf: Prince of the Geats (2007)
- TKO (2007)
- Le crociate - Kingdom of Heaven (2005)
- The Unknown (2005)
- RE(e)volution (2005)
- Malcolm in the Middle (2004)
- Alias (2004), serie tv
- Operation Balikatan (2003)
- Daredevil (2003)
- When Eagles Strike (2003)
- Sheena (2002), serie tv
- Phantom Love (2001)
- Danny (2001)
- Twice the Fun (2000)
- V.I.P. (2000), serie tv
- Grown Ups (1999)
- Flawless (1999)
- Andromina: The Pleasure Planet (1999)
- Battle Dome (1999)
- Nash Bridges (1998)
- Prey (1998)
- Co-ed Training (1998)
- Batman & Robin (1997)
- New York Undercover (1996)
- Coverboys (1996)
- Il padre della sposa 2 (Father of the Bride Part II) (1995)
- Women of the House (1995)
- Muscle (1995)
- Posing Strap (1994)